# 이스트아시아홀딩스
이스트아시아홀딩스(영어: East Asia Holdings Investment)는 '치우즈(求質) (스포츠)', 'ZAPPY(캐쥬얼)' 브랜드를 통하여 신발, 의류,악세서리를 디자인에서부터, 개발, 대량 판매에 이르기까지 모든 부분에 걸쳐 생산, 판매하는 중국의 제조업체이다.